# Dmitrij Viktorovics Kuznyecov
Dmitrij Viktorovics Kuznyecov (oroszul: Дмитрий Викторович Кузнецов; Moszkva, 1965. augusztus 28. –) orosz labdarúgóedző, korábban szovjet és orosz válogatott labdarúgó.

## Pályafutása

### Klubcsapatban
Pályafutása során sok csapatban megfordult, így játszott többek között az FSM Torpedo Moszkva, a CSZKA Moszkva, az Espanyol, az UE Lleida, a Deportivo Alavés, és az Osasuna együtteseiben.

### A válogatottban
1990 és 1991 között 12 alkalommal szerepelt a szovjet válogatottban és 2 gólt szerzett. 1992-ben 8 mérkőzésen lépett pályára a FÁK válogatottjában és részt vett az 1992-es Európa-bajnokságon. 1994-ben 4 alkalommal játszott az orosz válogatottban és részt vett az 1994-es világbajnokságon.

## Sikerei, díjai
CSZKA Moszkva
- Szovjet bajnok (1): 1991
- Szovjet kupa (1): 1990–91